# Суфектконсул
Суфектконсул (на латински: consul suffectus, suffektkonsul) е специален случай на римския консулат.
Обикновено римските магистрати са избирани за срок от една година. Когато някой магистрат напусне или умре, преди да му изтече срокът, трябва да се избере суфект (suffectus, от sufficere, „порастване“).